# جوزپه کاستیلیونه
جوزپه کاستیلیونه (انگلیسی: Giuseppe Castiglione; ۱۹ ژوئیهٔ ۱۶۸۸ – ۱۷ ژوئیهٔ ۱۷۶۶) نقاش، میسیونر، طراح و معمار اهل ایتالیا بود.
وی که در شهر میلان به دنیا آمده بود به عنوان میسیونر به کشور چین سفر کرده و در زمان پادشاهی سه امپراتور کانگ‌شی، امپراتور یونگ‌ژنگ و امپراتور چیان‌لونگ در این کشور زندگی کرده است. آثار وی ترکیبی از هنر اروپا و چین بوده است.

## نگارخانه

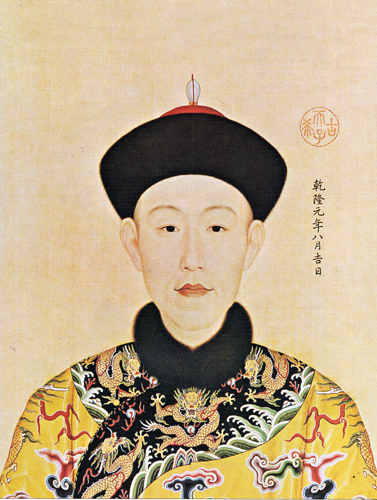
The Qianlong Emperor
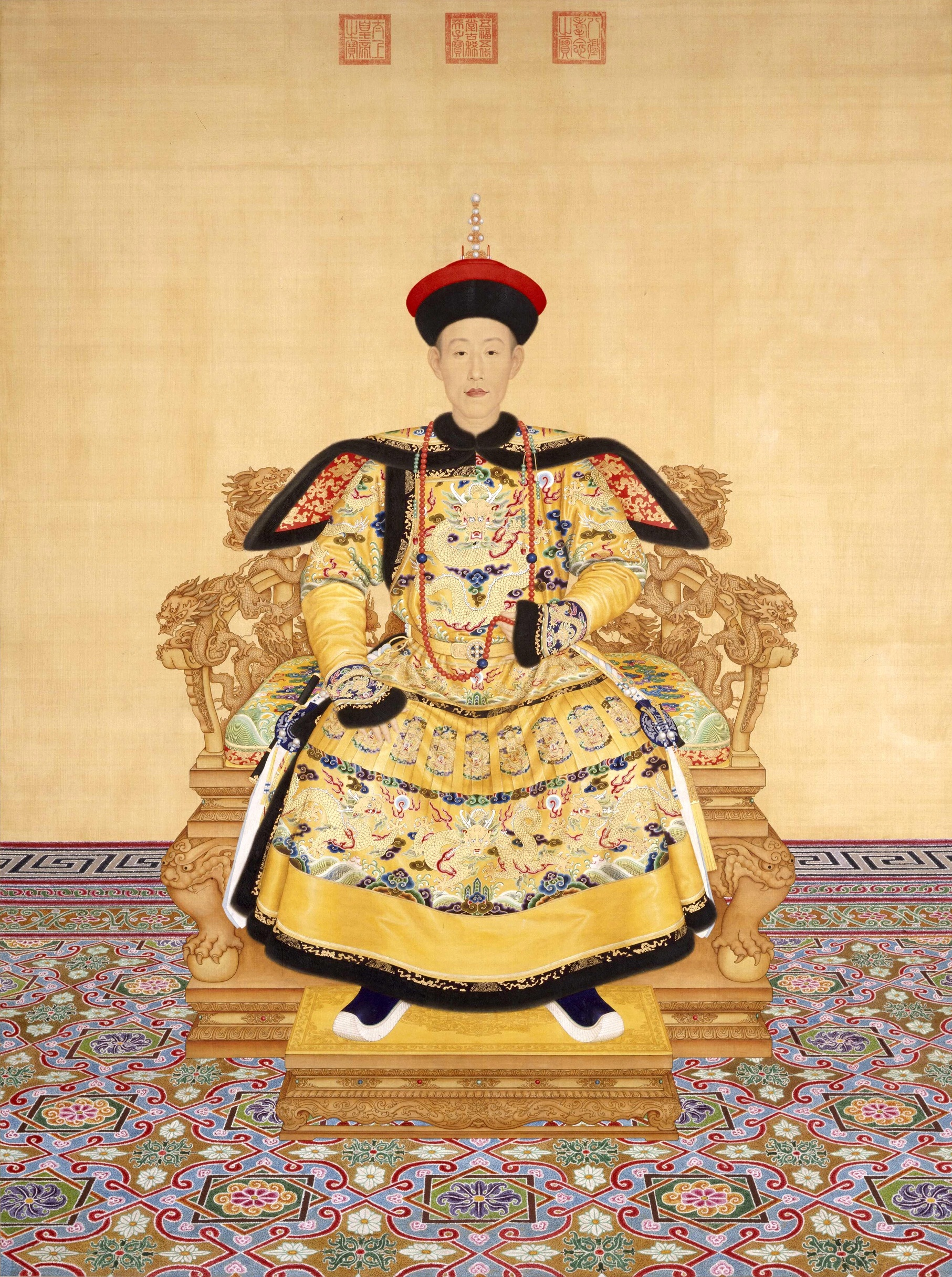
Another image of Qianlong Emperor
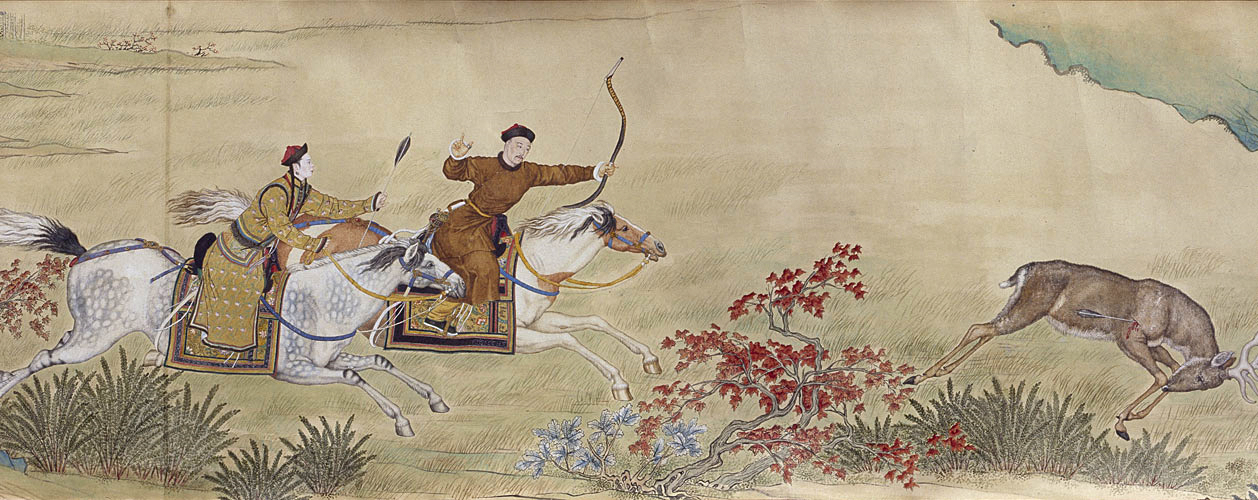
The Qianlong Emperor chasing a deer on a hunting trip
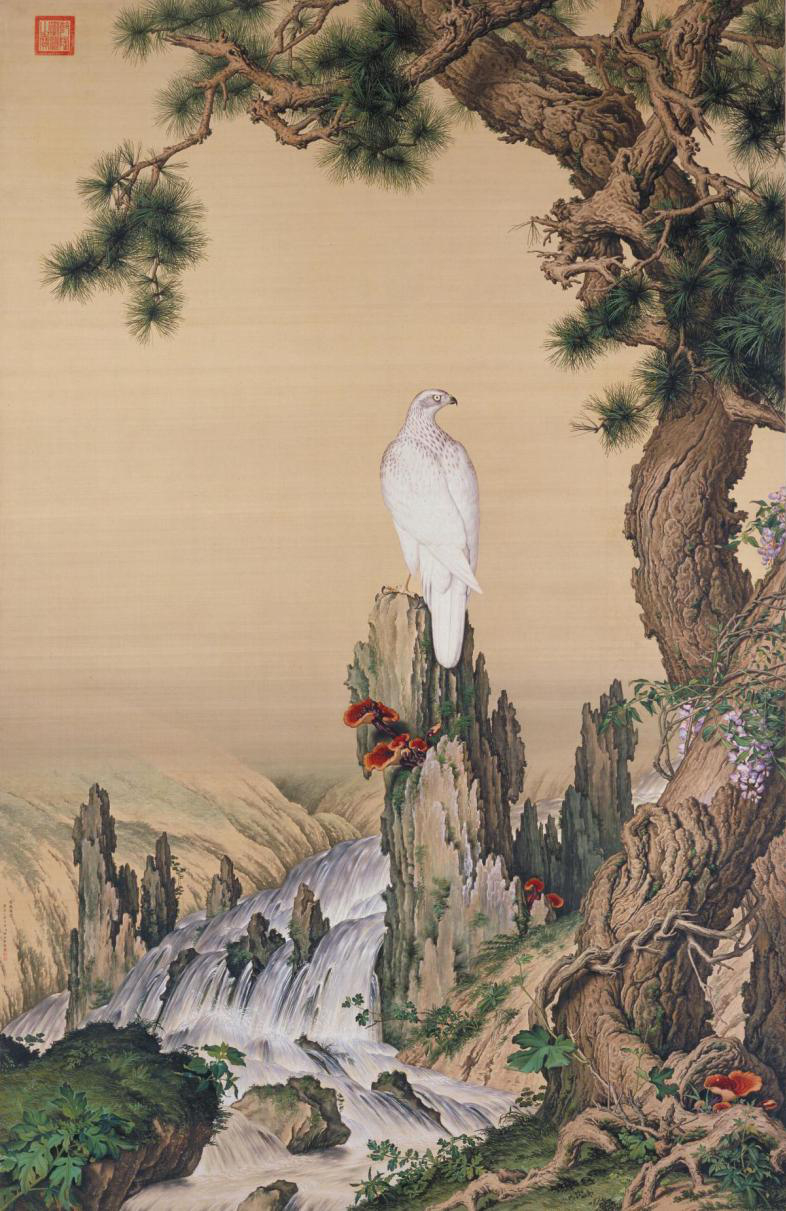
The Pine, Hawk and Glossy Ganoderma, painted in honour of Yongzheng's birthday, 1724
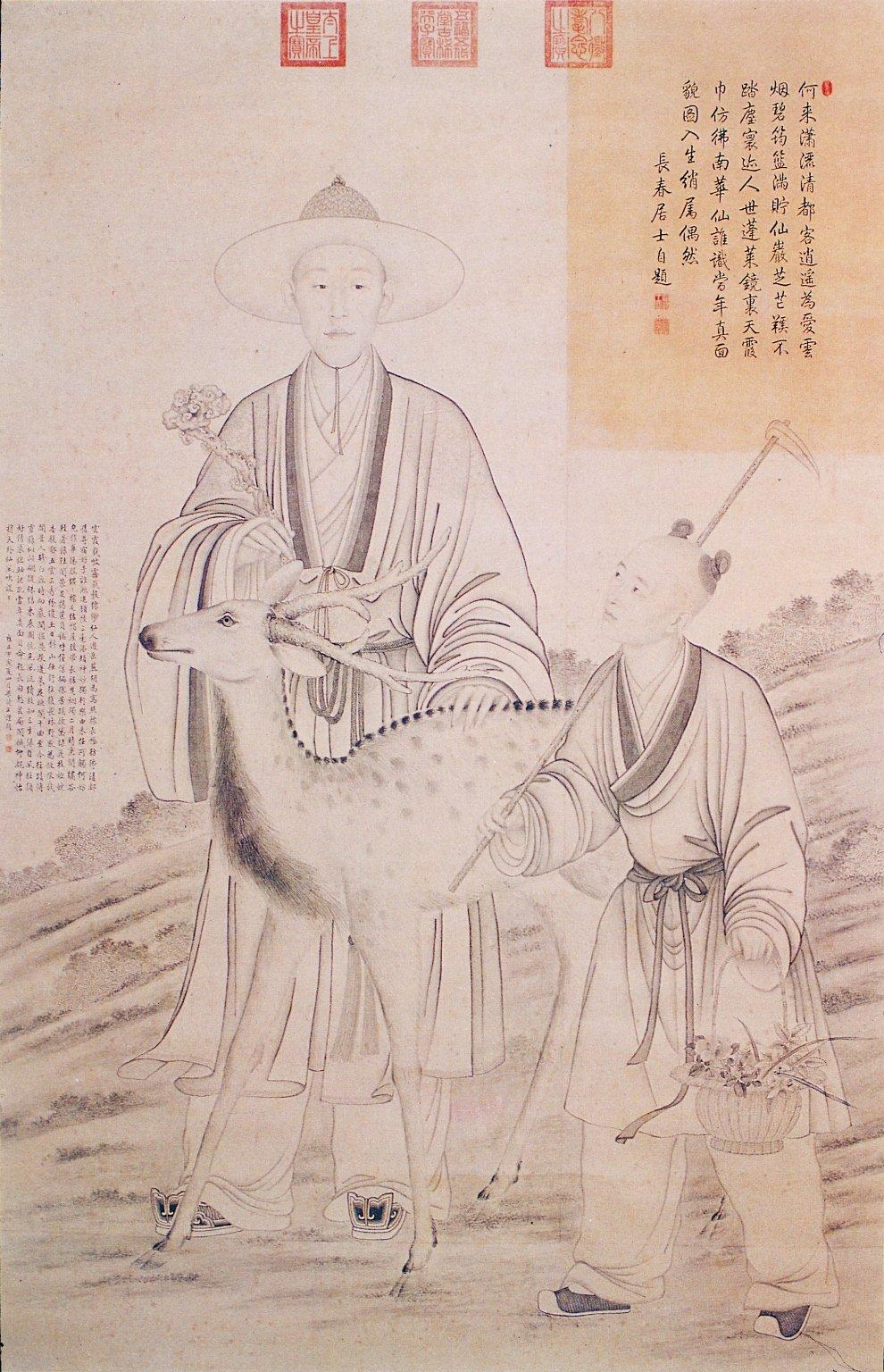
Qianlong collecting lingzhi
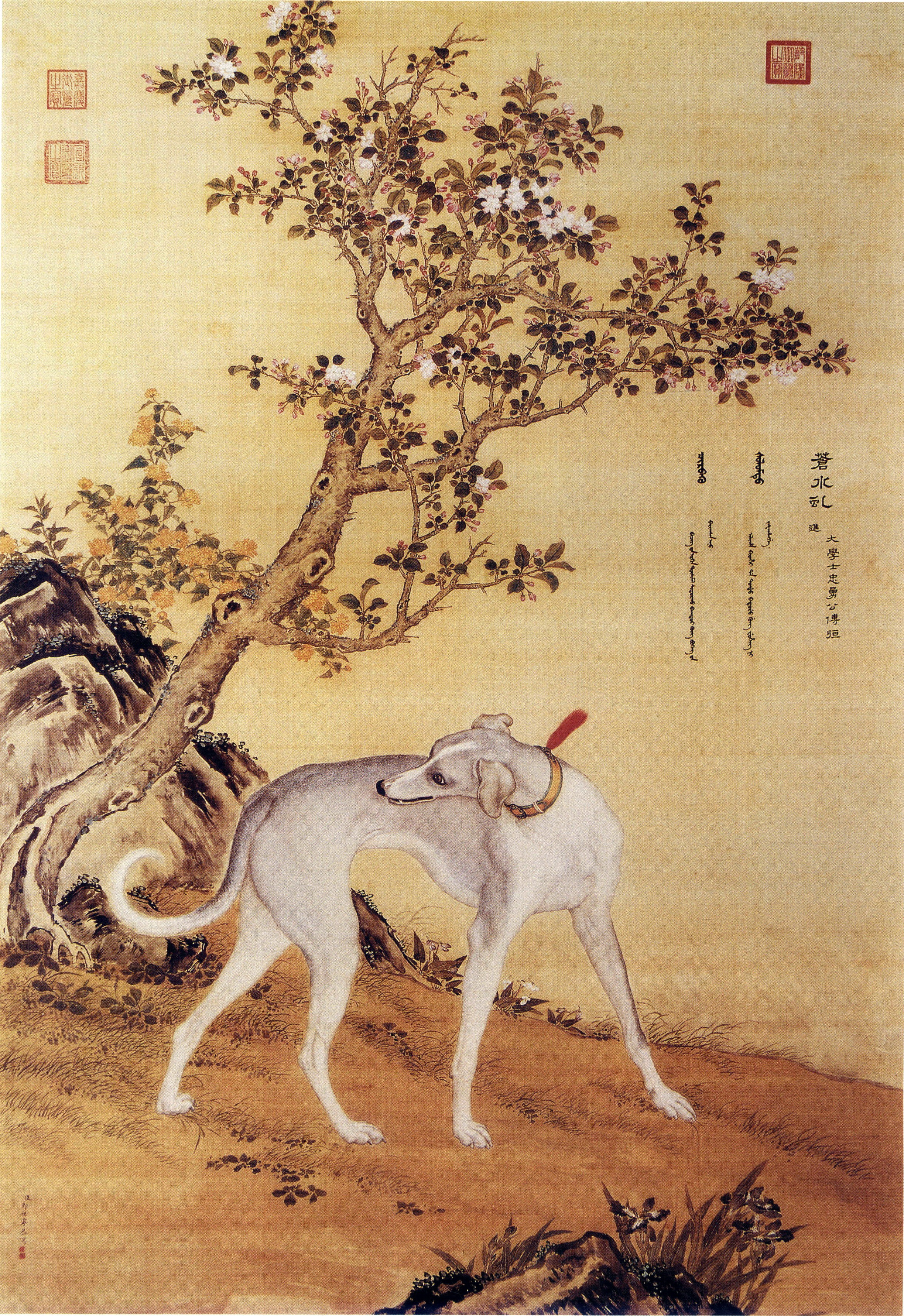
One of a series in Ten Prized Dogs
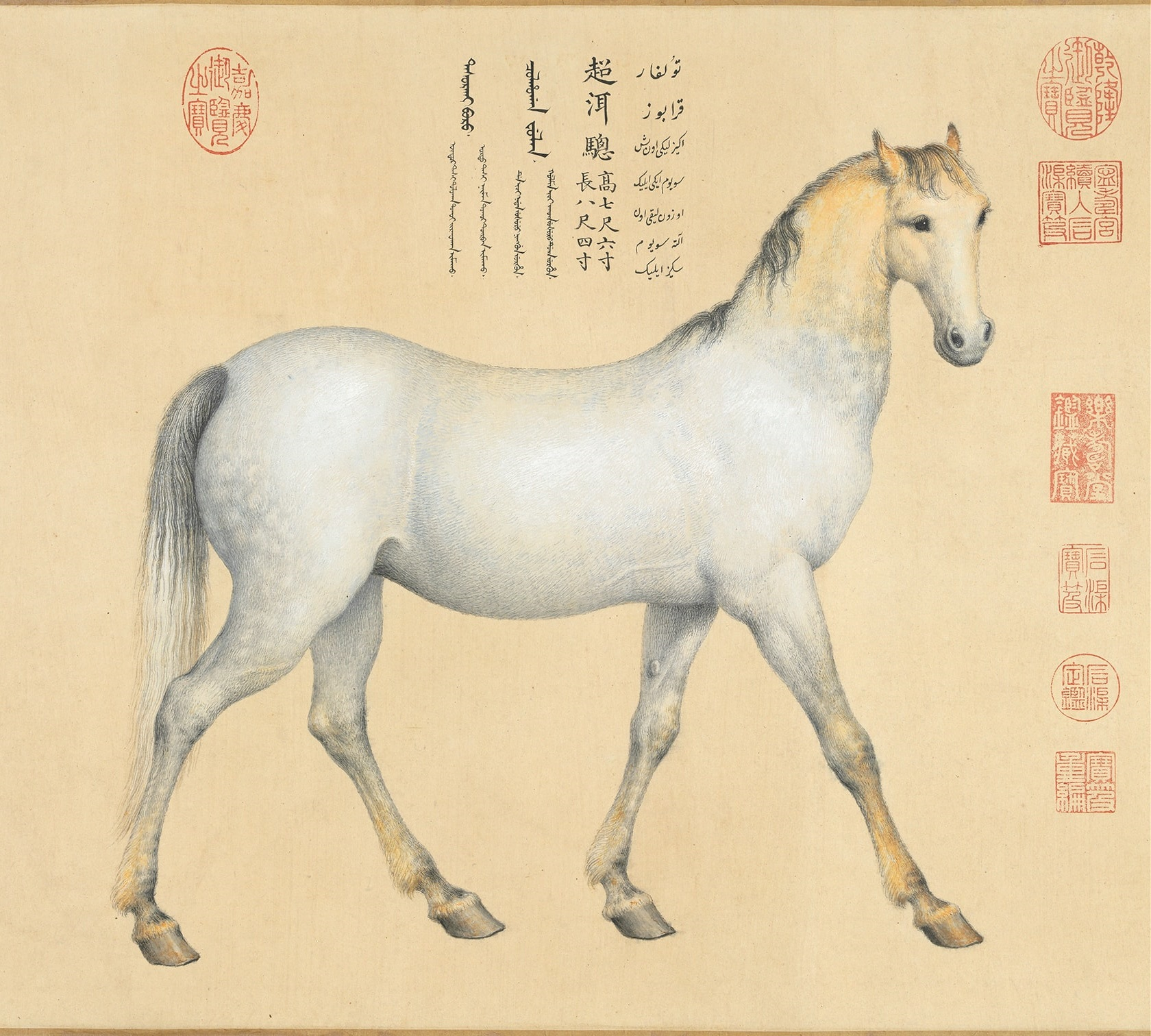
One of Giuseppe Castiglione's Afghan Four Steeds, features a horse named Chaoni'er (超洱骢, literally Exceeding Piebald).
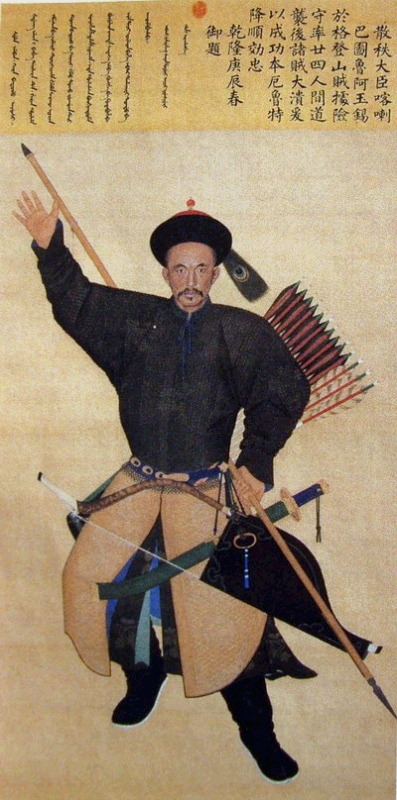
Ayusi assailing the rebels with a lance
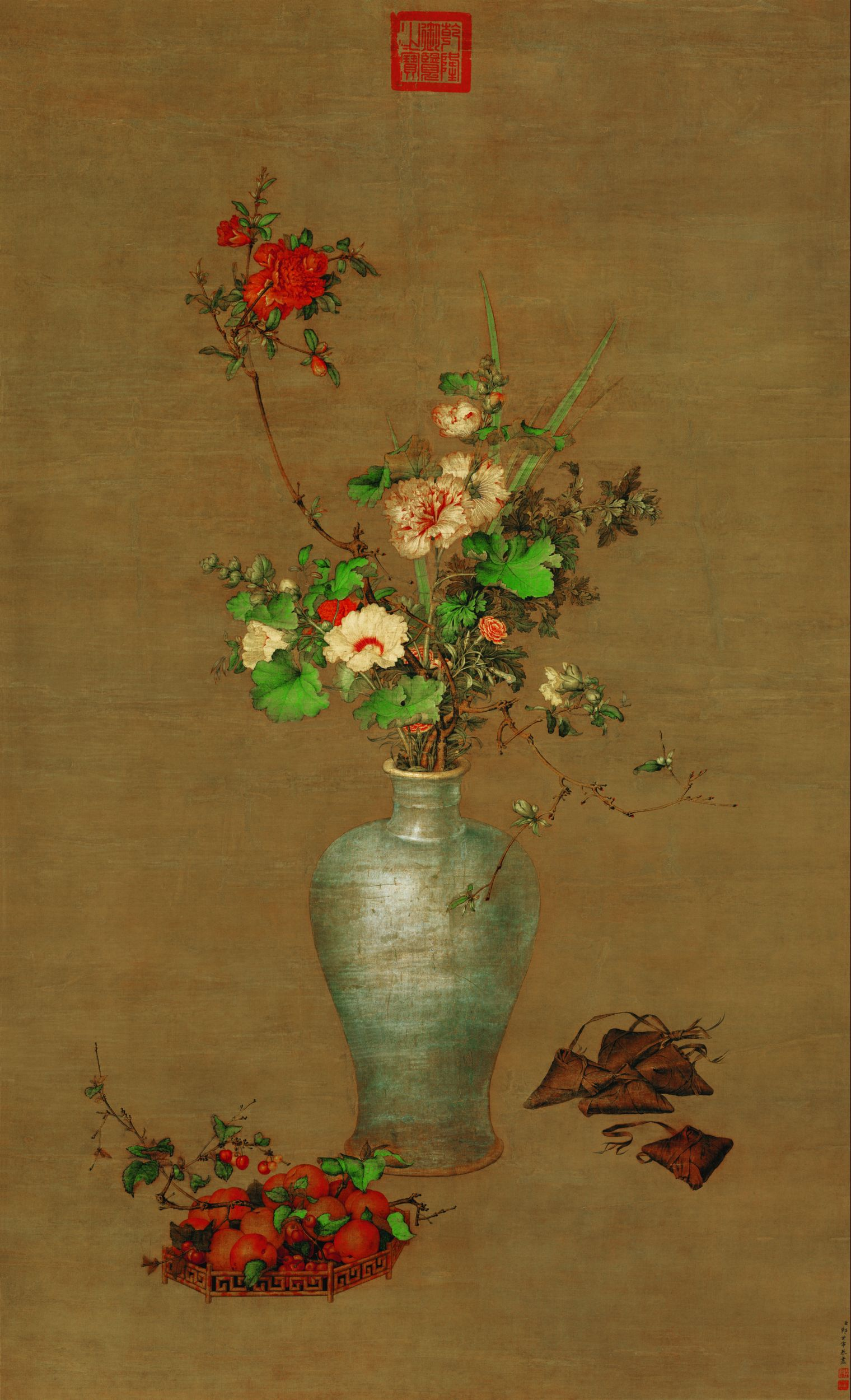
Flowers in the Vase